# Јарац (сазвежђе)
Јарац (лат. Capricornus) је једно од 88 модерних сазвежђа и 48 оригиналних Птолемејевих сазвежђа. Налази се на јужној хемисфери али припада зодијаку и видљив је и са већег дела северне хемисфере.

## Митологија
Упркос латинском (и српском) називу овог сазвежђа, оно не представља јарца већ морску козу — митско створење које је пола коза а пола риба. Некад се ово биће поистовећује са Амалтејом, нимфом која је одгојила Зевса, а у неким митовима је Амалтеја антропоморфна а морска коза посебно биће из чијих је рогова текао нектар и амброзија којима је Амалтеја хранила Зевса.

## Звезде
Најсјанија звезда овог сазвежђа магнитуде 2,85 је делта Јарца (или Денеб алгеди, „реп козе“ на арапском), четворочлани систем чија је примарна компонента бели џин.
Друга по сјајности је бета Јарца (Дабих, „месар“), још један вишеструки систем, магнитуде 3,08.
Алфа Јарца (Алгеди, „коза“) је вишеструки систем, голим оком се разликују алфа-1 и алфа-2 а обе звезде су у ствари двојне. 
Зета Јарца је двојни систем магнитуде 4 чија је примарна компонента, жути суперџин, протип баријумске звезде.

## Објекти дубоког неба
У близини зете Јарца налази се М30, глобуларно јато магнитуде 8. У Јарцу се налази и спирална галаксија NGC 6907.